# Absolute
Absolute är ett varumärke för samlingsalbum med populärmusik som ges ut av Warner Music. Länge utgavs de av EVA Records. Det första albumet, Absolute Music 1, kom ut 1986 och fram till 2005 hade de då 209 stycken utgivna albumen i serien sålts i över 23 miljoner exemplar.
Samlingsalbumen kan indelas i Absolute Music som innehåller de senaste låtarna, Absolute Hits som innehåller aktuella låtar, Absolute Classics med inriktning på tillbakablickar, Absolute Dance som innehåller låtar som ofta spelas på diskotekens dansgolv och Absolute Kidz som innehåller låtar som barnen gillar. Dessutom har en rad samlingar getts ut som är av tematisk karaktär och i olika samarbeten. Dessa redovisas nedan under "Övriga album".
Julalbumet Absolute Christmas, som först kom ut 1994, är Sveriges genom tiderna mest sålda samlingsalbum med över 850 000 sålda exemplar.
Albumen var tidigare vanliga på den svenska albumlistan, men håller sedan reglerna ändrades i stället till på den svenska samlingslistan. I början av 2020-talet hade reglerna återigen ändrats, och Absolute syntes åter på den svenska albumlistan.

## Album i serien

### Absolute Music
Serien Absolute Music innehåller aktuell hitmusik, och ges med jämna mellanrum ut under varumärket Absolute. Länge stod av samarbetet EVA Records (EMI, Virgin, Ariola) innan Warner Music tog över utgivningen. Första albumet i serien, Absolute Music 1, utgavs den 11 november 1986.  Förebilden för serien är den brittiska serien Now That's What I Call Music!, som gavs ut av samma bolag.
Ursprungligen utgavs albumen två gånger per år, en gång om våren och en om hösten, undantaget 1989 då tre album kom. 1996 började man med att även ge ut ett album under sensommaren eller den tidiga hösten, vilket gjorde att det gavs ut tre utgåvor per år. 2015 återgick man till två utgivningar per år, en under våren och en före jul. Under 2021 släpptes bara ett enda album, vilket skedde i början av december.
Från början gavs alla skivor ut på vinylskiva och kassettband. Absolute Music-skivorna var dubbla, med 24 låtar. CD-utgåvorna hade bara 18 låtar. Från och med nummer 14 innehöll även vinylutgåvorna bara 18 låtar och fasades snabbt ut. Från och med nummer 33 övergick man till dubbla CD-skivor, nummer 41 undantaget. Under 2010-talet har man alltmer övergått till nedladdning och Spotify.

#### Album i serien
| Titel             | Antal spår | Typ                    | Utgivningsdatum   |
| ----------------- | ---------- | ---------------------- | ----------------- |
| Absolute Music 1  | 24/18      | vinyl/CD, MK           | 11 november 1986  |
| Absolute Music 2  | 24/16      | vinyl/CD, MK           | 27 april 1987     |
| Absolute Music 3  | 24/16      | vinyl/CD, MK           | 5 oktober 1987    |
| Absolute Music 4  | 24/18      | vinyl/CD, MK           | 21 mars 1988      |
| Absolute Music 5  | 24/18      | vinyl/CD, MK           | 6 oktober 1988    |
| Absolute Music 6  | 24/18      | vinyl/CD, MK           | 20 mars 1989      |
| Absolute Music 7  | 24/18      | vinyl/CD               | 25 augusti 1989   |
| Absolute Music 8  | 24/18      | vinyl/CD, MK           | 20 november 1989  |
| Absolute Music 9  | 24/18      | vinyl/CD, MK           | 30 mars 1990      |
| Absolute Music 10 | 24/18      | vinyl/CD, MK           | 31 oktober 1990   |
| Absolute Music 11 | 24/18      | vinyl/CD, MK           | 1 april 1991      |
| Absolute Music 12 | 24/19      | vinyl/CD               | 21 november 1991  |
| Absolute Music 13 | 24/18      | vinyl/CD               | 7 april 1992      |
| Absolute Music 14 | 18         | vinyl/CD, MK           | 12 november 1992  |
| Absolute Music 15 | 18         | vinyl/CD, MK           | 2 april 1993      |
| Absolute Music 16 | 17         | CD, MK                 | 25 november 1993  |
| Absolute Music 17 | 18         | CD                     | 27 april 1994     |
| Absolute Music 18 | 18         | CD                     | 24 november 1994  |
| Absolute Music 19 | 18         | CD                     | 3 april 1995      |
| Absolute Music 20 | 19         | CD, MK                 | 22 november 1995  |
| Absolute Music 21 | 20         | CD, MK                 | 1 april 1996      |
| Absolute Music 22 | 18         | CD, MK                 | 28 augusti 1996   |
| Absolute Music 23 | 18         | CD, MK                 | 28 november 1996  |
| Absolute Music 24 | 18         | CD                     | 20 mars 1997      |
| Absolute Music 25 | 18         | CD                     | 28 augusti 1997   |
| Absolute Music 26 | 18         | CD                     | 26 november 1997  |
| Absolute Music 27 | 18         | CD                     | 25 mars 1998      |
| Absolute Music 28 | 18         | CD                     | 26 augusti 1998   |
| Absolute Music 29 | 19         | CD                     | 25 november 1998  |
| Absolute Music 30 | 19         | CD                     | 25 mars 1999      |
| Absolute Music 31 | 18         | CD                     | 26 september 1999 |
| Absolute Music 32 | 19         | CD                     | 25 november 1999  |
| Absolute Music 33 | 38         | dubbel-CD              | 5 april 2000      |
| Absolute Music 34 | 42         | dubbel-CD              | 24 augusti 2000   |
| Absolute Music 35 | 40         | dubbel-CD              | 23 november 2000  |
| Absolute Music 36 | 40         | dubbel-CD              | 28 mars 2001      |
| Absolute Music 37 | 40         | dubbel-CD              | 23 augusti 2001   |
| Absolute Music 38 | 40         | dubbel-CD              | 29 november 2001  |
| Absolute Music 39 | 36         | dubbel-CD              | 18 mars 2002      |
| Absolute Music 40 | 40         | dubbel-CD              | 19 augusti 2002   |
| Absolute Music 41 | 21         | CD                     | 25 november 2002  |
| Absolute Music 42 | 38         | dubbel-CD              | 24 mars 2003      |
| Absolute Music 43 | 40         | dubbel-CD              | 27 augusti 2003   |
| Absolute Music 44 | 40         | dubbel-CD              | 19 november 2003  |
| Absolute Music 45 | 42         | dubbel-CD              | 24 mars 2004      |
| Absolute Music 46 | 36         | dubbel-CD              | 24 augusti 2004   |
| Absolute Music 47 | 40         | dubbel-CD              | 24 november 2004  |
| Absolute Music 48 | 42         | dubbel-CD              | 25 mars 2005      |
| Absolute Music 49 | 35         | dubbel-CD              | 24 augusti 2005   |
| Absolute Music 50 | 42         | dubbel-CD              | 25 november 2005  |
| Absolute Music 51 | 44         | dubbel-CD              | 29 mars 2006      |
| Absolute Music 52 | 42         | dubbel-CD              | 30 augusti 2006   |
| Absolute Music 53 | 42         | dubbel-CD              | 22 november 2006  |
| Absolute Music 54 | 45         | dubbel-CD              | 28 mars 2007      |
| Absolute Music 55 | 44         | dubbel-CD              | 22 augusti 2007   |
| Absolute Music 56 | 44         | dubbel-CD              | 21 november 2007  |
| Absolute Music 57 | 44         | dubbel-CD              | 9 april 2008      |
| Absolute Music 58 | 43         | dubbel-CD              | 3 september 2008  |
| Absolute Music 59 | 42         | dubbel-CD              | 10 december 2008  |
| Absolute Music 60 | 46         | dubbel-CD              | 1 april 2009      |
| Absolute Music 61 | 44         | dubbel-CD              | 26 augusti 2009   |
| Absolute Music 62 | 44         | dubbel-CD              | 2 december 2009   |
| Absolute Music 63 | 44         | dubbel-CD              | 31 mars 2010      |
| Absolute Music 64 | 44         | dubbel-CD, nedladdning | 1 september 2010  |
| Absolute Music 65 | 44         | dubbel-CD, nedladdning | 1 december 2010   |
| Absolute Music 66 | 46         | dubbel-CD              | 30 mars 2011      |
| Absolute Music 67 | 45         | dubbel-CD, nedladdning | 31 augusti 2011   |
| Absolute Music 68 | 42         | dubbel-CD, nedladdning | 30 november 2011  |
| Absolute Music 69 | 46         | dubbel-CD, nedladdning | 28 mars 2012      |
| Absolute Music 70 | 43         | dubbel-CD, nedladdning | 29 augusti 2012   |
| Absolute Music 71 | 43         | dubbel-CD, nedladdning | 28 november 2012  |
| Absolute Music 72 | 44         | dubbel-CD, nedladdning | 4 april 2013      |
| Absolute Music 73 | 44         | dubbel-CD, nedladdning | 28 augusti 2013   |
| Absolute Music 74 | 44         | dubbel-CD, nedladdning | 27 november 2013  |
| Absolute Music 75 | 47         | dubbel-CD, nedladdning | 26 mars 2014      |
| Absolute Music 76 | 44         | dubbel-CD, nedladdning | 27 augusti 2014   |
| Absolute Music 77 | 44         | dubbel-CD, nedladdning | 19 november 2014  |
| Absolute Music 78 | 45         | dubbel-CD, nedladdning | 22 april 2015     |
| Absolute Music 79 | 44         | dubbel-CD, nedladdning | 13 november 2015  |
| Absolute Music 80 | 44         | dubbel-CD, nedladdning | 8 april 2016      |
| Absolute Music 81 | 38         | dubbel-CD, nedladdning | 18 november 2016  |
| Absolute Music 82 | 36         | dubbel-CD, nedladdning | 19 maj 2017       |
| Absolute Music 83 | 32         | dubbel-CD, nedladdning | 17 november 2017  |
| Absolute Music 84 | 34         | dubbel-CD, nedladdning | 20 april 2018     |
| Absolute Music 85 | 36         | dubbel-CD, nedladdning | 16 november 2018  |
| Absolute Music 86 | 38         | dubbel-CD, nedladdning | 31 maj 2019       |
| Absolute Music 87 | 35         | dubbel-CD, nedladdning | 6 december 2019   |
| Absolute Music 88 | 32         | dubbel-CD, nedladdning | 19 juni 2020      |
| Absolute Music 89 | 34         | dubbel-CD, nedladdning | 11 december 2020  |
| Absolute Music 90 | 34         | dubbel-CD, nedladdning | 10 december 2021  |
| Absolute Music 91 | 36         | dubbel-CD, nedladdning | 24 juni 2022      |

### Absolute Classics
| Titel                             | Antal Spår | Typ       | Utgivningsdatum  | Högsta topplisteplacering | Högsta samlings-liste-placering: | Antal veckor på topplistan: |
| --------------------------------- | ---------- | --------- | ---------------- | ------------------------- | -------------------------------- | --------------------------- |
| Absolute Rock Classics            | 34         | dubbel-CD | 29 oktober 2001  | 1                         | 1                                | 25                          |
| Absolute Rock Ballads Classics    | 34         | dubbel-CD | 21 januari 2002  | 1                         | 1                                | 13                          |
| Absolute Disco Classics           | 36         | dubbel-CD | 27 maj 2002      | 10                        | 2                                | 14                          |
| Absolute Synth Classics           | 38         | dubbel-CD | 22 juli 2002     | 3                         | 1                                | 16                          |
| Absolute Rock Classics 2          | 35         | dubbel-CD | 24 oktober 2002  | 3                         | 1                                | 21                          |
| Absolute Christmas Classics       | 40         | dubbel-CD | 18 november 2002 | 4                         | 3                                | 5                           |
| Absolute Love Classics            | 36         | dubbel-CD | 25 december 2002 | 1                         | 1                                | 13                          |
| Absolute Svensk Rock Classics     | 35         | dubbel-CD | 31 mars 2003     | 11                        | 5                                | 9                           |
| Absolute Reggae Classics          | 34         | dubbel-CD | 19 maj 2003      | 3                         | 1                                | 15                          |
| Absolute Unforgettable Classics   | 37         | dubbel-CD | 10 oktober 2003  | ?                         | ?                                | ?                           |
| Absolute Rock Classics 3          | 37         | dubbel-CD | 29 oktober 2003  | ?                         | ?                                | ?                           |
| Absolute Love Classics 2          | 32         | dubbel-CD | 31 december 2003 | ?                         | ?                                | ?                           |
| Absolute Schlager Classics        | 50         | dubbel-CD | 18 februari 2004 | ?                         | ?                                | ?                           |
| Absolute Rock Ballads Classics 2  | 36         | dubbel-CD | 17 mars 2004     | ?                         | ?                                | ?                           |
| Absolute Holiday Classics         | 40         | dubbel-CD | 14 juli 2004     | ?                         | ?                                | ?                           |
| Absolute Soft Rock Classics       | 40         | dubbel-CD | 20 oktober 2004  | ?                         | ?                                | ?                           |
| Absolute Unforgettable Classics 2 | 38         | dubbel-CD | 3 november 2004  | ?                         | ?                                | ?                           |
| Absolute Movie Classics           | 37         | dubbel-CD | 26 januari 2005  | ?                         | ?                                | ?                           |
| Absolute Italian Classics         | 30         | dubbel-CD | 22 juni 2005     | ?                         | ?                                | ?                           |
| Absolute Dance Classics           | 40         | dubbel-CD | 22 februari 2006 | ?                         | ?                                | ?                           |
| Absolute Soul Classics            | 40         | dubbel-CD | 26 april 2006    | ?                         | ?                                | ?                           |

### Absolute Hits
| Titel                            | Antal Spår | Typ                    | Utgivningsdatum  |
| -------------------------------- | ---------- | ---------------------- | ---------------- |
| Absolute 2001 - The Hits of 2001 | 40         | dubbel-CD              | 15 november 2001 |
| Absolute 2002 - The Hits of 2002 | 38         | dubbel-CD              | 11 november 2002 |
| Absolute Hits 2003               | 40         | dubbel-CD              | 12 november 2003 |
| Absolute Hits 2003 DVD           | 35         | DVD                    | 12 november 2003 |
| Absolute Hits 2004               | 42         | dubbel-CD              | 10 november 2004 |
| Absolute Hits 2004 DVD           | 32         | DVD                    | 10 november 2004 |
| Absolute Summer Hits 2005        | 34         | dubbel-CD              | 8 juni 2005      |
| Absolute Hits 2005               | 34         | dubbel-CD              | 16 november 2005 |
| Absolute Summer Hits 2006        | 34         | dubbel-CD              | 14 juni 2006     |
| Absolute Hits 2006               | 40         | dubbel-CD              | 15 november 2006 |
| Absolute Summer Hits 2007        | 35         | dubbel-CD              | 13 juni 2007     |
| Absolute Hits 2007               | 44         | dubbel-CD              | 14 november 2007 |
| Absolute Winter Hits 2008        | 40         | dubbel-CD              | 6 februari 2008  |
| Absolute Summer Hits 2008        | 42         | dubbel-CD              | 11 juni 2008     |
| Absolute Hits 2008               | 40         | dubbel-CD              | 29 oktober 2008  |
| Absolute Summer Hits 2009        | 45         | dubbel-CD              | 10 juni 2009     |
| Absolute Hits 2009               | 44         | dubbel-CD              | 11 november 2009 |
| Absolute Summer Hits 2010        | 46         | dubbel-CD              | 16 juni 2010     |
| Absolute Hits 2010               | 45         | dubbel-CD              | 10 november 2010 |
| Absolute Summer Hits 2011        | 44         | dubbel-CD              | 15 juni 2011     |
| Absolute Hits 2011               | 44         | dubbel-CD              | 9 november 2011  |
| Absolute Summer Hits 2012        | 45         | dubbel-CD, nedladdning | 13 juni 2012     |
| Absolute Hits 2012               | 44         | dubbel-CD, nedladdning | 7 november 2012  |
| Absolute Summer Hits 2013        | 45         | dubbel-CD, nedladdning | 19 juni 2013     |
| Absolute Hits 2013               | 42         | dubbel-CD, nedladdning | 6 november 2013  |
| Absolute Hits 2013 DVD           | 33         | DVD                    | 6 november 2013  |
| Absolute Summer Hits 2014        | 45         | dubbel-CD, nedladdning | 18 juni 2014     |
| Absolute Hits 2014               | 46         | dubbel-CD, nedladdning | 5 november 2014  |
| Absolute Summer Hits 2015        | 23         | CD                     | 3 juli 2015      |
| Absolute Summer Hits 2016        | 41         | dubbel-CD, nedladdning | 24 juni 2016     |

### Absolute Kidz
Serien Absolute Kidz speglar populärmusik som blivit populär bland barn, vilket inte nödvändigtvis omfattar barnvisor. Samlingen ges ut med olika mellanrum, men vanligen kommer två till tre per år. Serien börjades ges ut i september år 2000.
| Titel                                  | Antal Spår | Typ                    | Utgivningsdatum   |
| -------------------------------------- | ---------- | ---------------------- | ----------------- |
| Absolute Kidz 1                        | 20         | CD                     | 27 september 2000 |
| Absolute Kidz 2                        | 20         | CD                     | 15 februari 2001  |
| Absolute Kidz 3                        | 22         | CD                     | 30 juli 2001      |
| Absolute Kidz 4                        | 21         | CD                     | 5 november 2001   |
| Absolute Kidz 5                        | 20         | CD                     | 15 april 2002     |
| Absolute Kidz 6                        | 21         | CD                     | 1 augusti 2002    |
| Absolute Kidz 7                        | 21         | CD                     | 4 november 2002   |
| Absolute Kidz 8                        | 22         | CD                     | 7 april 2003      |
| Absolute Kidz 9 och 10 - Greatest Hitz | 42         | dubbel-CD              | 23 juli 2003      |
| Absolute Kidz 11                       | 40         | dubbel-CD              | 15 oktober 2003   |
| Absolute Kidz DVD                      | 40         | DVD                    | 12 november 2003  |
| Absolute Kidz 12                       | 30         | dubbel-CD              | 14 april 2004     |
| Absolute Kidz 13                       | 20         | CD                     | 6 oktober 2004    |
| Absolute Kidz 14                       | 21         | CD                     | 13 april 2005     |
| Absolute Kidz 15                       | 23         | CD                     | 13 juli 2005      |
| Absolute Kidz 16                       | 19         | CD                     | 2 november 2005   |
| Absolute Kidz 17                       | 22         | CD                     | 12 april 2006     |
| Absolute Kidz 18                       | 22         | CD                     | 5 juli 2006       |
| Absolute Kidz 19                       | 24         | CD                     | 1 november 2006   |
| Absolute Kidz 20                       | 24         | CD                     | 4 april 2007      |
| Absolute Kidz 21                       | 22         | CD                     | 27 juni 2007      |
| Absolute Kidz 22                       | 22         | CD                     | 31 oktober 2007   |
| Absolute Kidz 23                       | 36         | dubbel-CD              | 23 april 2008     |
| Absolute Kidz 24 - Summer Party        | 23         | CD                     | 2 juli 2008       |
| Absolute Kidz 25                       | 22         | CD                     | 26 november 2008  |
| Absolute Kidz 26                       | 24         | CD                     | 22 april 2009     |
| Absolute Kidz 27                       | 23         | CD                     | 28 oktober 2009   |
| Absolute Kidz 28                       | 23         | CD                     | 14 april 2010     |
| Absolute Kidz 29                       | 23         | CD                     | 27 oktober 2010   |
| Absolute Kidz 30                       | 24         | CD                     | 6 april 2011      |
| Absolute Kidz 31                       | 22         | CD                     | 19 oktober 2011   |
| Absolute Kidz 32                       | 36         | dubbel-CD              | 4 april 2012      |
| Absolute Kidz 33                       | 38         | dubbel-CD, nedladdning | 31 oktober 2012   |
| Absolute Kidz 34                       | 23         | CD                     | 10 april 2013     |
| Absolute Kidz 35                       | 21         | CD                     | 23 oktober 2013   |
| Absolute Kidz 36                       | 35         | dubbel-CD, nedladdning | 2 april 2014      |
| Absolute Kidz 37                       | 38         | dubbel-CD              | 1 oktober 2014    |

### Absolute Dance
Absolute Dance är en samlingsserie av skivor från EVA Records. Serien är en fortsättning på Move Your Body 1 och Move Your Body 2 som kom ut i början av 1990-talet. De först 9 skivorna kom med en promotionskiva på CD och vinyl som var en mix av albumets låtar. Dessa mixskivor var bara tillgängliga för DJ:s och radiostationer och fanns inte för kommersiell försäljning. Mixarna var tänkta att dra upp försäljningen av Absolute Dance, men efter Absolute Dance 9 så hade försäljningen börjat nå säljrekord av sig själv och mixen blev onödig.
Serien är efter Absolute Music den serie som sålt bäst. Den har under årens lopp kommit ut i lite olika skepnader, men alltid med de senaste och hetaste klubb- och danshitsen. Den hette ett tag "Absolute Dance - Move Your Body", men numera heter den bara "Absolute Dance" och kommer med ca 3 volymer/år.
Serien börjades ges ut i september 1992 och innehåller i nuläget (mars 2025) 75 album. 
| Titel                                       | Antal Spår | Typ                               | Utgivningsdatum   |
| ------------------------------------------- | ---------- | --------------------------------- | ----------------- |
| Absolute Dance 1                            | 14/16      | vinyl/CD, MK                      | 1 september 1992  |
| Absolute Dance 2                            | 19         | CD, MK                            | 12 februari 1993  |
| Absolute Dance 3                            | 16         | CD, MK                            | 28 oktober 1993   |
| Absolute Dance 4                            | 18         | CD, MK                            | 1 mars 1994       |
| Absolute Dance 5                            | 19         | CD, MK                            | 1 juli 1994       |
| Absolute Dance 6                            | 19         | CD, MK                            | 26 september 1994 |
| Absolute Dance 7                            | 18         | CD, MK                            | 24 februari 1995  |
| Absolute Dance 8                            | 18         | CD, MK                            | 30 juni 1995      |
| Absolute Dance 9                            | 19         | CD, MK                            | 29 september 1995 |
| Absolute Dance 10                           | 20         | CD                                | 15 december 1995  |
| Absolute Dance 11                           | 19         | CD, MK                            | 28 februari 1996  |
| Absolute Dance 12                           | 18         | CD, MK                            | 26 juni 1996      |
| Absolute Dance 13                           | 18         | CD, MK                            | 18 oktober 1996   |
| Absolute Dance 14                           | 19         | CD, MK                            | 19 februari 1997  |
| Absolute Dance Classics                     | 38         | dubbel-CD                         | 17 april 1997     |
| Absolute Dance 15                           | 20         | CD                                | 26 juni 1997      |
| Absolute Dance 16                           | 19         | CD                                | 14 oktober 1997   |
| Absolute Dance 17                           | 20         | CD                                | 22 januari 1998   |
| Absolute Dance 18                           | 18         | CD                                | 30 juli 1998      |
| Absolute Dance 19                           | 18         | CD                                | 15 oktober 1998   |
| Absolute Dance 20                           | 18         | CD                                | 28 april 1999     |
| Absolute Dance 21                           | 20         | CD                                | 26 augusti 1999   |
| Absolute Dance 22                           | 19         | CD                                | 29 december 1999  |
| Absolute Dance - Summer 2000                | 40         | dubbel-CD                         | 27 juli 2000      |
| Absolute Dance - Winter 2001                | 40         | dubbel-CD                         | 10 mars 2001      |
| Absolute Dance - Summer 2001                | 41         | dubbel-CD                         | 26 juli 2001      |
| Absolute Dance 2002                         | 21         | CD                                | 25 februari 2002  |
| Absolute Dance 2003 - Move Your Body        | 40         | dubbel-CD                         | 16 juli 2003      |
| Absolute Dance - Move Your Body Vol 2       | 42         | dubbel-CD                         | 23 december 2003  |
| Absolute Dance - Move Your Body 3           | 38         | dubbel-CD                         | 1 september 2004  |
| Absolute Dance - Move Your Body 2005        | 40         | dubbel-CD                         | 22 december 2004  |
| Absolute Dance - Move Your Body Summer 2005 | 38         | dubbel-CD                         | 18 maj 2005       |
| Absolute Dance - Move Your Body Autumn 2005 | 45         | dubbel-CD                         | 28 september 2005 |
| Absolute Dance - Move Your Body 2006        | 42         | dubbel-CD                         | 21 december 2005  |
| Absolute Dance Classics                     | 40         | dubbel-CD                         | 22 februari 2006  |
| Absolute Dance - Move Your Body Summer 2006 | 46         | dubbel-CD                         | 24 maj 2006       |
| Absolute Dance - Move Your Body Autumn 2006 | 46         | dubbel-CD                         | 27 september 2006 |
| Absolute Dance - Move Your Body Winter 2007 | 46         | dubbel-CD                         | 20 december 2006  |
| Absolute Dance - Move Your Body Summer 2007 | 46         | dubbel-CD                         | 23 maj 2007       |
| Absolute Dance - Move Your Body Autumn 2007 | 46         | dubbel-CD                         | 19 september 2007 |
| Absolute Dance Winter 2008                  | 45         | dubbel-CD                         | 19 december 2007  |
| Absolute Dance Summer 2008                  | 45         | dubbel-CD                         | 21 maj 2008       |
| Absolute Dance Autumn 2008                  | 45         | dubbel-CD                         | 24 september 2008 |
| Absolute Dance Winter 2009                  | 46         | dubbel-CD                         | 7 januari 2009    |
| Absolute Dance Summer 2009                  | 45         | dubbel-CD                         | 6 maj 2009        |
| Absolute Dance Autumn 2009                  | 45         | dubbel-CD                         | 2 september 2009  |
| Absolute Dance Anthems                      | 65         | trippel-CD                        | 28 oktober 2009   |
| Absolute Dance Winter 2010                  | 45         | dubbel-CD                         | 30 december 2009  |
| Absolute Dance Mania                        | 46         | dubbel-CD                         | 17 mars 2010      |
| Absolute Dance Summer 2010                  | 46         | dubbel-CD                         | 26 maj 2010       |
| Absolute Dance Autumn 2010                  | 44         | dubbel-CD                         | 15 september 2010 |
| Absolute Dance Winter 2011                  | 44         | dubbel-CD                         | 22 december 2010  |
| Absolute Dance Spring 2011                  | 45         | dubbel-CD                         | 9 mars 2011       |
| Absolute Dance Summer 2011                  | 46         | dubbel-CD                         | 8 juni 2011       |
| Absolute Dance Autumn 2011                  | 45         | dubbel-CD                         | 14 september 2011 |
| Absolute Dance Winter 2012                  | 44         | dubbel-CD                         | 14 december 2011  |
| Absolute Dance Spring 2012                  | 45         | dubbel-CD                         | 14 mars 2012      |
| Absolute Dance Summer 2012                  | 46         | dubbel-CD, nedladdning, streaming | 23 maj 2012       |
| Absolute Dance Autumn 2012                  | 44         | dubbel-CD, nedladdning            | 5 september 2012  |
| Absolute Dance Winter 2013                  | 46         | dubbel-CD, nedladdning            | 31 december 2012  |
| Absolute Dance Spring 2013                  | 40         | dubbel-CD, nedladdning            | 13 mars 2013      |
| Absolute Dance Summer 2013                  | 46         | dubbel-CD, nedladdning            | 10 juli 2013      |
| Absolute Dance Autumn 2013                  | 42         | dubbel-CD, nedladdning            | 25 september 2013 |
| Absolute Dance Winter 2014                  | 44         | dubbel-CD, nedladdning            | 25 december 2013  |
| Absolute Dance Spring 2014                  | 45         | dubbel-CD, nedladdning            | 19 mars 2014      |
| Absolute Dance Summer 2014                  | 44         | dubbel-CD, nedladdning            | 28 maj 2014       |
| Absolute Dance Autumn 2014                  | 45         | dubbel-CD                         | 3 september 2014  |
| Absolute Dance Winter 2015                  | 46         | dubbel-CD, nedladdning            | 3 december 2014   |

### Övriga album utgivna i serien Absolute
| Titel                                         | Antal Spår | Typ                                | Utgivningsdatum   |
| --------------------------------------------- | ---------- | ---------------------------------- | ----------------- |
| Move Your Body 1                              |            | vinyl/CD                           | 1990              |
| Move Your Body 2                              | 16         | Vinyl/CD                           | 1991              |
| Absolute Italiana                             | 14/17      | vinyl/CD                           | 1990              |
| Absolute Blues                                | 14         | vinyl/CD, MK                       | 24 september 1990 |
| Power Ballads                                 | 15         | CD                                 | 25 januari 1991   |
| Absolute Reggae 1                             | 15         | vinyl/CD, MK                       | 20 juni 1991      |
| Absolute Opera 1                              | 31         | vinyl/dubbel-CD, MK                | 26 november 1991  |
| More Power Ballads                            | 15         | CD                                 | 18 mars 1992      |
| Absolute Cinema                               | 28         | vinyl/dubbel-CD, MK                | 5 oktober 1992    |
| Absolute Reggae 2                             | 17         | CD, MK                             | 17 juni 1993      |
| Absolute Country 1                            | 21         | CD, MK                             | 28 september 1993 |
| Even More Power Ballads                       | 14         | CD                                 | 1994              |
| Absolute Party                                | 19         | CD, MK                             | 22 juni 1994      |
| Absolute Christmas                            | 34         | dubbel-CD, MK                      | 25 november 1994  |
| Absolute Reggae 3                             | 20         | CD, MK                             | 7 juni 1995       |
| Absolute Country 2                            | 21         | CD                                 | 27 september 1995 |
| Absolute Opera 2                              | 34         | dubbel-CD                          | 27 oktober 1995   |
| It's Unforgettable                            | 18         | CD                                 | 1 april 1996      |
| Absolute Sommar 1996                          | 35         | dubbel-CD                          | 30 maj 1996       |
| Absolute Pop                                  | 19         | CD, MK                             | 13 juni 1996      |
| Absolute Love 1                               | 30         | dubbel-CD                          | 14 november 1996  |
| Absolute Stars 1                              | 16         | CD, MK                             | 27 december 1996  |
| Absolute Stars 2                              | 17         | CD                                 | 23 maj 1997       |
| Absolute Italia                               | 16         | CD                                 | 1 oktober 1997    |
| Absolute Love 2                               | 34         | dubbel-CD                          | 12 november 1997  |
| Absolute Boogie                               | 20         | CD                                 | 5 februari 1998   |
| Absolute Summer Music 98                      | 19         | CD                                 | 28 maj 1998       |
| Fiesta!                                       | 19         | CD                                 | 26 juni 1998      |
| Absolute '98 - The Best of 1998               | 39         | dubbel-CD                          | 5 november 1998   |
| Absolute Love 3                               | 36         | dubbel-CD                          | 5 december 1998   |
| PopHits '99                                   | 19         | CD                                 | 28 januari 1999   |
| Absolute Summer Music 99                      | 18         | CD                                 | 11 juni 1999      |
| The Return of Absolute Reggae                 | 34         | dubbel-CD                          | 25 augusti 1999   |
| Absolute PopHits vol. 2                       | 18         | CD                                 | 1 oktober 1999    |
| Absolute Party 2000                           | 20         | CD                                 | 29 oktober 1999   |
| Absolute '99 - The Best of 1999               | 40         | dubbel-CD                          | 11 november 1999  |
| Absolute Christmas 1999                       | 41         | dubbel-CD                          | 22 november 1999  |
| Absolute Love 2000                            | 17         | CD                                 | 9 februari 2000   |
| Absolute Sixties                              | 49         | dubbel-CD                          | 29 mars 2000      |
| Power Summer Party                            | 22         | CD                                 | 15 juni 2000      |
| Power Partyzone                               | 21         | CD                                 | 12 oktober 2000   |
| Absolute R&B                                  | 20         | CD                                 | 25 oktober 2000   |
| Power Winterparty 2001                        | 20         | CD                                 | 27 december 2000  |
| Gladiatorerna                                 | 17         | CD                                 | 25 januari 2001   |
| Absolute Love 2001                            | 18         | CD                                 | 1 februari 2001   |
| Power Partyzone 2                             | 21         | CD                                 | 26 april 2001     |
| Absolute svenskt                              | 40         | dubbel-CD                          | 30 april 2001     |
| Absolute svenskt DVD                          | 34         | DVD                                | 30 april 2001     |
| Absolute R&B 2                                | 18         | CD                                 | 31 maj 2001       |
| Power Summer Party 2001                       | 21         | CD                                 | 14 juni 2001      |
| Power Dance Party                             | 42         | dubbel-CD                          | 24 september 2001 |
| Gladiatorerna 2                               | 19         | CD                                 | 27 september 2001 |
| Power Winterparty 2002                        | 21         | CD                                 | 27 december 2001  |
| Absolute Love 2002                            | 20         | CD                                 | 28 januari 2002   |
| Absolute Relaxed                              | 34         | dubbel-CD                          | 25 februari 2002  |
| Absolute Number One 1975-1983                 | 43         | dubbel-CD                          | 25 mars 2002      |
| Absolute svenskt volym 2                      | 42         | dubbel-CD                          | 29 april 2002     |
| Absolute svenskt volym 2 DVD                  | 30         | DVD                                | 29 april 2002     |
| Absolute Number One 1984-1989                 | 36         | dubbel-CD                          | 10 juni 2002      |
| Power Summer Party 2002                       | 22         | CD                                 | 30 juni 2002      |
| Absolute Number One 1990-1994                 | 36         | dubbel-CD                          | 23 september 2002 |
| Gladiatorerna 3                               | 17         | CD                                 | 7 oktober 2002    |
| Power Winterparty 2003                        | 18         | CD                                 | 23 december 2002  |
| Absolute Svenskt 2003                         | 18         | CD                                 | 2 februari 2003   |
| Absolute Romance 2003                         | 19         | CD                                 | 3 februari 2003   |
| Absolute Number One 1995-1999                 | 40         | dubbel-CD                          | 24 februari 2003  |
| Absolute Relaxed 2                            | 34         | dubbel-CD                          | 3 mars 2003       |
| Absolute 80's                                 | 40         | dubbel-CD                          | 22 april 2003     |
| Power Summer Party 2003                       | 32         | dubbel-CD                          | 3 juni 2003       |
| Eva & Adam Strandparty                        | 23         | CD                                 | 10 juni 2003      |
| Absolute Svenska Ballader                     | 38         | dubbel-CD                          | 16 juni 2003      |
| NRJ Smash Hits 1                              | 4          | CD                                 | 16 juli 2003      |
| Power R&B Party                               | 20         | CD                                 | 20 augusti 2003   |
| Absolute Seventies                            | 40         | dubbel-CD                          | 17 september 2003 |
| Absolute Party Collection                     | 32         | dubbel-CD                          | 15 oktober 2003   |
| Eva & Adam Iglooparty                         | 21         | CD                                 | 24 december 2003  |
| Power Winter Party 2004                       | 21         | CD                                 | 20 januari 2004   |
| Absolute Romance 2004                         | 18         | CD                                 | 21 januari 2004   |
| Absolute Seventies volume 2                   | 42         | dubbel-CD                          | 25 februari 2004  |
| Absolute Fame Factory                         | 40         | dubbel-CD                          | 21 april 2004     |
| Absolute Barnfavoriter                        | 50         | CD                                 | 5 maj 2004        |
| Absolute Svenska Ballader 2                   | 34         | dubbel-CD                          | 19 maj 2004       |
| Absolute Hitmania                             | 20         | CD                                 | 9 juni 2004       |
| Power Summer Party 2004                       | 32         | dubbel-CD                          | 25 juni 2004      |
| Absolute Dansband                             | 47         | dubbel-CD                          | 30 juni 2004      |
| Eva & Adam Sommarlovsparty                    | 21         | CD                                 | 30 juni 2004      |
| Absolute R&B Party                            | 20         | CD                                 | 15 september 2004 |
| Absolute Sixties                              | 52         | dubbel-CD                          | 22 september 2004 |
| Absolute Lugna Favoriter                      | 30         | dubbel-CD                          | 27 oktober 2004   |
| Absolute Christmas Hitmania                   | 20         | CD                                 | 17 november 2004  |
| Eva & Adam Vinterlovsparty                    | 22         | CD                                 | 8 december 2004   |
| Grammis 2005                                  | 37         | dubbel-CD                          | 21 januari 2005   |
| Absolute Love 2005                            | 20         | CD                                 | 2 februari 2005   |
| Absolute Schlager Hitmania                    | 18         | CD                                 | 16 februari 2005  |
| Absolute One Hit Wonders                      | 39         | dubbel-CD                          | 16 mars 2005      |
| Absolute Oriental                             | 22         | CD                                 | 20 maj 2005       |
| Absolute sommar                               | 36         | dubbel-CD, MK                      | 25 maj 2005       |
| Absolute One Hit Wonders 2                    | 39         | dubbel-CD                          | 20 juli 2005      |
| Absolute Lugna Favoriter 2                    | 32         | dubbel-CD                          | 31 augusti 2005   |
| Absolute Woman                                | 31         | dubbel-CD                          | 5 oktober 2005    |
| Absolute Opera 2005                           | 25         | dubbel-CD                          | 26 oktober 2005   |
| Absolute Rock Deluxe                          | 34         | dubbel-CD                          | 9 november 2005   |
| Absolute Christmas                            | 42         | dubbel-CD                          | 16 november 2005  |
| The Best of Absolute Music volume 1 1986-1990 | 40         | dubbel-CD                          | 25 januari 2006   |
| Absolute Love 2006                            | 20         | CD                                 | 8 februari 2006   |
| The Best of Absolute Music volume 2 1991-1995 | 38         | dubbel-CD                          | 17 maj 2006       |
| Absolute Power Ballads                        | 36         | CD                                 | 26 juli 2006      |
| Absolute Golden Oldies                        | 36         | dubbel-CD                          | 4 oktober 2006    |
| Absolute Relax                                | 34         | dubbel-CD                          | 1 november 2006   |
| Absolute Lugna Favoriter 2007                 | 20         | CD                                 | 29 november 2006  |
| Absolute Alla Hjärtans Dag                    | 34         | dubbel-CD                          | 24 januari 2007   |
| Absolute After Ski                            | 21         | CD                                 | 7 februari 2007   |
| Absolute Schlager                             | 50         | dubbel-CD                          | 14 februari 2007  |
| Absolute Love Deluxe                          | 36         | dubbel-CD                          | 25 april 2007     |
| Absolute Chillout Summer                      | 18         | CD                                 | 13 juni 2007      |
| The Voice Street Party                        | 20         | CD                                 | 13 juni 2007      |
| Absolute Charter                              | 43         | dubbel-CD                          | 4 juli 2007       |
| Absolute Svenskt 1.0                          | 43         | dubbel-CD                          | 26 september 2007 |
| Absolute 70's                                 | 63         | trippel-CD                         | 24 oktober 2007   |
| Absolute Dansband                             | 62         | trippel-CD                         | 28 november 2007  |
| Absolute Relax Christmas                      | 17         | CD                                 | 28 november 2007  |
| Absolute 90's                                 | 60         | trippel-CD                         | 26 mars 2008      |
| Absolute Football Anthems                     | 40         | dubbel-CD                          | 4 juni 2008       |
| Absolute Rock Anthems                         | 40         | dubbel-CD                          | 25 juni 2008      |
| Absolute 90's Vol 2                           | 40         | dubbel-CD                          | 16 juli 2008      |
| Absolute 80's                                 | 63         | trippel-CD                         | 15 oktober 2008   |
| Absolute Rock Ballads Anthems                 | 38         | dubbel-CD                          | 15 oktober 2008   |
| Absolute Musicals                             | 30         | dubbel-CD                          | 3 december 2008   |
| Absolute 60's                                 | 69         | trippel-CD                         | 10 december 2008  |
| Absolute Love Songs                           | 38         | dubbel-CD                          | 4 februari 2009   |
| Rix FM - Bäst Musik Just Nu! - 2009           | 35         | dubbel-CD                          | 4 februari 2009   |
| Absolute Disco                                | 60         | trippel-CD                         | 4 mars 2009       |
| NRJ - Hit Music Only ! 2009                   | 39         | dubbel-CD                          | 4 mars 2009       |
| Absolute Dansband 2009                        | 21         | Enkel-cd                           | 6 maj 2009        |
| RIX FM Festival 2009                          | 31         | dubbel-CD                          | 13 maj 2009       |
| Bandit Rock #1                                | 41         | dubbel-CD                          | 27 maj 2009       |
| Absolute Sommar                               | 44         | dubbel-CD                          | 3 juni 2009       |
| Absolute Summer Hits 2009                     | 45         | dubbel-CD                          | 10 juni 2009      |
| Absolute Holiday                              | 43         | dubbel-CD                          | 24 juni 2009      |
| Absolute Rock Anthems II                      | 38         | dubbel-CD                          | 15 juli 2009      |
| Absolute 80's Vol 2                           | 58         | trippel-CD                         | 30 september 2009 |
| Absolute Unforgettable                        | 69         | trippel-CD                         | 9 december 2009   |
| Absolute Love Songs 2                         | 38         | dubbel-CD                          | 27 januari 2010   |
| Absolute Schlager                             | 78         | trippel-CD                         | 3 februari 2010   |
| RIX FM - Bäst Musik Just Nu! - 2010           | 38         | dubbel-CD                          | 17 februari 2010  |
| Absolute Cinema                               | 61         | trippel-CD                         | 3 mars 2010       |
| RIX FM Festival 2010                          | 35         | dubbel-CD                          | 2010              |
| NRJ Summer Party 2010                         | 36         | dubbel-CD                          | 2010              |
| Absolute Rock Anthems III                     | 40         | dubbel-CD                          | 14 juli 2010      |
| Absolute Reggae                               | 63         | trippel-CD                         | 14 juli 2010      |
| Absolute Relax                                | 60         | trippel-CD                         | 8 september 2010  |
| Absolute Synth Anthems                        | 63         | trippel-CD                         | 29 september 2010 |
| Absolute Soft Rock Anthems                    | 39         | dubbel-CD                          | 20 oktober 2010   |
| Bandit Rock # 4                               | 41         | dubbel-CD                          | 3 november 2010   |
| Absolute Soul                                 | 62         | trippel-CD                         | 24 november 2010  |
| Hitz for Kids: Winter Party                   | 31         | dubbel-CD                          | 24 november 2010  |
| Lugna favorite: Kärleksfavoriter              | 40         | dubbel-CD                          | 19 januari 2010   |
| Absolute Acoustic                             | 42         | dubbel-CD                          | 19 januari 2011   |
| RIX FM: bäst musik just nu 2011               | 38         | dubbel-CD                          | 9 februari 2011   |
| Absolute Modern Rock Anthems                  | 39         | dubbel-CD                          | 2 mars 2011       |
| Absolute svenska klassiker                    | 61         | trippel-CD                         | 27 april 2011     |
| NRJ Summer Party 2011                         | 31         | dubbel-CD                          | 4 maj 2011        |
| Bandit Rock # 5                               | 43         | dubbel-CD                          | 18 maj 2011       |
| RIX FM Festival 2011                          | 38         | dubbel-CD                          | 25 maj 2011       |
| Absolute Summer Vibes                         | 42         | dubbel-CD                          | 22 juni 2011      |
| Hitz for Kids Summer Party 2011               | 22         | CD                                 | 6 juli 2011       |
| Absolute Woman                                | 22         | CD                                 | 13 juli 2011      |
| Absolute Acoustic Vol. 2                      | 41         | dubbel-CD                          | 28 september 2011 |
| NRJ Absolute Party                            | 42         | dubbel-CD, nedladdning             | 12 oktober 2011   |
| Absolute Christmas                            | 70         | trippel-CD, nedladdning, streaming | 23 november 2011  |
| Hitz for Kids Winter Party 2012               | 30         | dubbel-CD                          | 7 december 2011   |
| Bandit Rock Most Wanted                       | 40         | dubbel-CD                          | 4 januari 2012    |
| Lugna favoriter 2012                          | 32         | dubbel-CD                          | 1 februari 2012   |
| Absolute 00's                                 | 60         | trippel-CD                         | 1 februari 2012   |
| RIX FM bäst musik just nu 2012                | 38         | dubbel-CD                          | 22 februari 2012  |
| Absolute Acoustic 2012                        | 20         | CD                                 | 4 april 2012      |
| NRJ Summer Party 2012                         | 40         | dubbel-CD                          | 2 maj 2012        |
| Absolute Rock 2012                            | 20         | CD                                 | 2 maj 2012        |
| RIX FM Festival 2012                          | 36         | dubbel-CD                          | 16 maj 2012       |
| Absolute sommar                               | 60         | trippel-CD, nedladdning, streaming | 6 juni 2012       |
| Hits for Kids Summer Party 2012               | 24         | CD, nedladdning                    | 20 juni 2012      |
| Rockklassiker                                 | 38         | dubbel-CD, nedladdning             | 4 juli 2012       |
| Absolute House                                | 40         | dubbel-CD, nedladdning             | 4 juli 2012       |
| NRJ Party                                     | 42         | dubbel-CD                          | 3 oktober 2012    |
| Absolute Party Anthems                        | 62         | trippel-CD                         | 3 oktober 2012    |
| Absolute House Volume 2                       | 42         | dubbel-CD, nedladdning             | 7 november 2012   |
| Hits for Kids Winter Party 2013               | 22         | CD                                 | 5 december 2012   |
| Så mycket bättre säsong 3                     | 42         | dubbel-CD                          | 9 december 2012   |
| Bandit Rock Most Wanted 2013                  | 38         | dubbel-CD, nedladdning             | 26 december 2012  |
| Absolute Romance                              | 30         | dubbel-CD, nedladdning             | 30 januari 2013   |
| Lugna favoriter 2013                          | 33         | dubbel-CD                          | 30 januari 2013   |
| RIX FM bäst musik just nu 2013                | 40         | dubbel-CD, nedladdning             | 20 februari 2013  |
| Absolute Workout                              | 35         | dubbel-CD, nedladdning             | 20 februari 2013  |
| NRJ Hits 2013 Vol. 1                          | 40         | dubbel-CD, nedladdning, streaming  | 1 maj 2013        |
| RIX FM Festival 2013                          | 40         | dubbel-CD, nedladdning             | 22 maj 2013       |
| Mix Megapols sommarblandning                  | 42         | dubbel-CD                          | 26 juni 2013      |
| Rockklassiker Volume 2                        | 34         | dubbel-CD, nedladdning             | 26 juni 2013      |
| Hits for Kids Summer Party 2013               | 22         | CD, nedladdning                    | 26 juni 2013      |
| Absolute Running                              | 33         | Itunes                             | 17 september 2013 |
| NRJ Hits 2013 Vol. 2                          | 32         | dubbel-CD, nedladdning             | 2 oktober 2013    |
| Alla tiders hits                              | 35         | dubbel-CD, nedladdning             | 20 oktober 2013   |
| Absolute Rock Classics                        | 40         | Itunes                             | 26 november 2013  |
| Hits for Kids Winter Party 2014               | 22         | CD                                 | 4 december 2013   |
| Så mycket bättre säsong 4                     | 42         | dubbel-CD                          | 8 december 2013   |
| Absolute 80s                                  | 55         | Itunes                             | 10 december 2013  |
| Absolute dansband Hits                        | 49         | dubbel-CD, nedladdning             | 11 december 2013  |
| Bandit Rock 2014                              | 30         | dubbel-CD, nedladdning             | 25 december 2013  |
| Absolute Workout 2014                         | 35         | Itunes                             | 14 januari 2014   |
| Lugna favoriter 2014                          | 30         | dubbel-CD, nedladdning             | 29 januari 2014   |
| Absolute Love Songs 2014                      | 38         | dubbel-CD, nedladdning             | 5 februari 2014   |
| RIX FM bäst musik just nu 2014                | 36         | dubbel-CD, nedladdning             | 19 februari 2014  |
| Absolute akustiskt                            | 40         | dubbel-CD, nedladdning             | 26 februari 2014  |
| Absolute svenska hits                         | 44         | dubbel-CD, nedladdning             | 30 april 2014     |
| Absolute Running 2014                         | 42         | dubbel-CD, nedladdning             | 30 april 2014     |
| För kärlekens skull                           | 19         | CD, nedladdning                    | 4 juni 2014       |
| Hits for Kids Summer Party 2014               | 23         | CD                                 | 2 juli 2014       |
| Hits for Kids Winter Party 2015               | 23         | CD, nedladdning                    | 3 december 2014   |
| Hits for Kids Summer Party 2015               | 22         | CD, nedladdning                    | 26 juni 2015      |
| Hits for Kids Winter Party 2016               | 22         | CD, nedladdning                    | 27 november 2015  |